# Дибензотіазепін
Дибензотіазепін — це хімічна сполука, що належить до класу трициклічних сполук, відомих своєю складною структурою, яка включає два бензольні кільця та тіазепінове кільце. Цей клас сполук часто використовується у фармакології як основа для створення різних лікарських засобів, особливо антипсихотиків.
Найвідоміший препарат на основі дибензотіазепіну — клозапін, один із перших атипових антипсихотиків. Клозапін застосовується для лікування шизофренії, особливо у випадках, коли інші препарати не дали ефекту. Його особливість полягає в тому, що він має менший ризик викликати екстрапірамідні симптоми (порушення моторики), але водночас може викликати серйозні побічні ефекти, такі як агранулоцитоз (зниження кількості білих кров'яних клітин), що потребує регулярного моніторингу крові.
Дибензотіазепінова структура впливає на широкий спектр нейротрансмітерних систем, включаючи допамінові, серотонінові та норадреналінові рецептори, що робить його ефективним для корекції психічних розладів.
Ліки на основі дибензотіазепіну, найвідоміші з яких — клозапін, належать до групи атипових антипсихотиків. Вони використовуються для лікування важких психічних розладів, таких як шизофренія, особливо в тих випадках, коли інші антипсихотики виявляються неефективними.

## Клозапін[4]
- Застосування: Призначають для лікування резистентної шизофренії та зниження ризику самогубств у пацієнтів з психотичними розладами.
- Механізм дії: Клозапін діє на рецептори серотоніну (5-HT2A) і допаміну (D2), що допомагає зменшувати симптоми психозу без значного впливу на рухові функції, як це часто буває з іншими антипсихотиками.
- Переваги: Він менш імовірно викликає екстрапірамідні побічні ефекти (тремтіння, ригідність м'язів), характерні для старіших антипсихотиків.
- Побічні ефекти: Одним з найсерйозніших побічних ефектів клозапіну є агранулоцитоз — значне зниження рівня білих кров'яних клітин, що може призвести до серйозних інфекцій. Тому пацієнти, які приймають клозапін, потребують регулярного контролю крові. Інші побічні ефекти включають сонливість, підвищену слинотечу, запаморочення та збільшення ваги.

## Локсапін[5]
- Застосування: Використовується для лікування шизофренії та інших психотичних розладів. Він також може застосовуватися для короткострокового контролю агресивної поведінки при гострій манії.
- Механізм дії: Локсапін діє як антагоніст рецепторів дофаміну та серотоніну, допомагаючи коригувати хімічний дисбаланс у мозку.
- Побічні ефекти: Побічні ефекти можуть включати сонливість, зниження артеріального тиску, сухість у роті та зниження мотивації. Локсапін також може спричиняти екстрапірамідні симптоми, проте у меншій мірі, ніж класичні антипсихотики.

## Аминазин (хлорпромазин)[6]
- Хоча і не є прямим похідним дибензотіазепіну, але також належить до групи трициклічних сполук і має схожі за структурою та дією ефекти. Його застосовують при різних психічних розладах для зняття тривоги, психозів та агресії.

## Загальні властивості ліків на основі дибензотіазепіну[7]
- Вони відрізняються більш м'яким профілем побічних ефектів порівняно з класичними антипсихотиками, хоча деякі, як клозапін, вимагають особливої уваги до моніторингу стану здоров'я.
- Ці ліки мають здатність впливати не тільки на допамінові, а й на серотонінові рецептори, що робить їх більш ефективними для лікування як позитивних (галюцинації, марення), так і негативних симптомів (апатія, емоційна в'ялість) шизофренії.